# Привільне (Решетилівський район)
Привільне — колишнє село в Україні, у Решетилівському районі Полтавської області.
Село позначене на 3-версній карті 1860-1870-х рр. як хутір Коржі на 15 дворів. Зміна назви відбулася у радянський час.
Село зняте з обліку рішенням Полтавської обласної ради від 27 вересня 2000 року.